# Ајвар
Ајвар или хајвар је специјална врста салате, специјалитет балканске кухиње, направљена од црвене паприке. Ајвар је пореклом из Србије, па се назива и „српска салата“ или „српски повртни кавијар“. Користи се као додатак многим јелима, а најчешће као хлебни намаз. Уз паприку се најчешће додаје и плави патлиџан. Салата од чистог плавог патлиџана се зове пинђур, тако да се за њихову мешавину наизменично користе оба израза.
Ајвар се традиционално прави на јесен, када је пуна сезона паприке, и користи целе године. Ајвар се прави и од љутих и од слатких паприка. Припрема се ручно у отвореним шерпама на шпорету на дрва. Пре саме припреме ајвара, паприке се испеку, пажљиво ољуште, оцеде и самељу. Паприке се пеку на шпорету, штедњаку, на роштиљу (скари) или на фуруни такозваној "бубњари".
Пре сервирања обично се дода мало ситно исецканог, посољеног белог лука. Име потиче од турске речи havyar, што значи „усољена/слана икра“, и дели етимологију са кавијаром.

## Етимологија и порекло
Име ајвар потиче од турске речи хавиар, што значи "усољена икра, кавијар" и долази из персијске речи "кавииар". Пре 20. века на Дунаву се догодила значајна локална производња кавијара, а јесетра је пливала од Црног мора до Београда. Домаћи ајвар, што значи „кавијар“, био је веома популарно јело у београдским домовима и ресторанима, али домаћа производња кавијара није била стабилна, почев од 1890-их, због радних спорова. На крају је у београдским ресторанима, као замена за кавијар, понуђена специјална салата од паприке под називом „црвени ајвар“ или „српски ајвар“.